# Comparsa
Comparsa is het derde album van de Franse muziekgroep Deep Forest. Het album werd op 8 januari 1998 uitgebracht en telt 13 nummers.
Het album bevat wereldmuziek en etnische klanken, zoals die van Cubaanse ritmes, gemixt met elektronische muziek. Na de uitgave van het album werd er een succesvolle wereldtour georganiseerd. Comparsa kwam op nummer 8 in de lijst van Franse exportalbums van 1998 en ontving de platina-status. Er zijn van dit album meer dan 500.000 exemplaren verkocht buiten Frankrijk.
Een Japanse uitgave volgde op 14 januari en een Amerikaanse versie verscheen op 17 februari 1998. Comparsa is ook uitgebracht op sacd.

## Nummers
Het album bevat de volgende nummers:
| Nr. | Titel                                          | Duur |
| --- | ---------------------------------------------- | ---- |
| 1.  | Noonday Sun                                    | 4:59 |
| 2.  | Green and Blue                                 | 4:53 |
| 3.  | Madazulu                                       | 3:23 |
| 4.  | 1716                                           | 1:03 |
| 5.  | Deep Weather                                   | 4:54 |
| 6.  | Comparsa                                       | 4:58 |
| 7.  | Earthquake (Transition 1)                      | 0:48 |
| 8.  | Tres Marias                                    | 4:53 |
| 9.  | Radio Belize                                   | 3:58 |
| 10. | Ekue Ekue                                      | 5:20 |
| 11. | La Lune Se Bat Avec Les Étoiles (Transition 2) | 2:27 |
| 12. | Forest Power                                   | 2:47 |
| 13. | Media Luna (met Ana Torroja)                   | 4:32 |

## Medewerkers
- Eric Mouquet – producent
- Michel Sanchez - producent
- Ana Torroja (van Mecano) – vocalist
- Jorge Reyes - percussie, zang en fluit